# Streitgedicht
Das Streitgedicht ist eine dialogisierende lyrische Form, in der üblicherweise zwei Personen, die jeweils als allegorische Personifikationen ihres Standpunkts erscheinen, einen Streit austragen. Themen des Streitlieds sind z. B. Rang und Wert, Vorzüge und Schwächen oder die Entscheidung über eine Frage.

## Literarische Streitdichtung
Die literarische Tradition des Streitgedichts reicht bis in die Antike zurück. Bekannte Formen sind Agon und Synkrisis bei Theokritos (später bei Vergil) in der klassischen griechischen, Altercatio, Conflictus und Disputatio in der lateinischen Literatur. Im weiteren Sinne sind auch die Vorläufer in der germanischen Dichtung wie z. B. Lokasenna und Harbarȝljoð oder die so genannten Gelfreden, spottende Reizreden auf einen Gegner, zu den Streitgedichten zu zählen. Die altnordische und die altenglische Literatur pflegten sie und auch die orientalischen Literaturen, voran die arabische und die persische, bildeten eigene Arten des Streitgedichts aus.
Aus den mittellateinischen Genres erwuchsen im Lauf des Mittelalters in den romanischen Sprachen Formen der Spielmannsdichtung wie Tenzone, Partimen, Jeu parti, Débat und Contrasto. Der deutsche Minnesang brachte im Spätmittelalter das Streitlied zu einer eigenen Blüte. Beliebte Inhalte im 13. Jahrhundert waren Gegensatzpaare wie Leib und Seele bei Walther von Metz, Wein und Wasser, Sommer und Winter, Liebe und Schönheit bei Reinmar von Brennenberg, aber auch Scheltsprüche, die Kritik an Kirche und Adel übten. Besonders das Moment der Personifikation trat hier oft auf, z. B. bei Walther von der Vogelweide und Regenbogen im allegorischen Sinn als Frau Minne und Frau Ehre oder als Frau Welt bei Frauenlob. Dieser verfasste ein Streitgespräch zwischen Minne und Welt.
In der Wende zur Neuzeit geriet das Genre unter den Einfluss des Volkslieds und der didaktischen Dichtung. Johannes von Tepl nutzte in Der Ackermann aus Böhmen (um 1400) die Form erstmals für ein umfangreicheres Werk. Ein bis heute bekanntes Streitgedicht dieser Epoche ist das anonyme frühneuhochdeutsche religiöse Streitlied zwischen Leben und Tod. Nachwirkungen finden sich vor allem in politischen, theologischen oder ideologischen Dialogschriften seit der Reformationszeit wie Flugschriften und Traktaten, in der Narrenliteratur, in Ulrich von Huttens Gesprächbüchlin (1521) und noch im 17. Jahrhundert in Angelus Silesius’ religiösen Streitschriften.
In der Epoche der Romantik erfährt die spielerische Tenzone eine Wiederbelebung im kulturellen Leben. Karl Joseph Simrock und Wilhelm Wackernagel streiten sich in Kunst und Amt, Ludwig Uhland und Friedrich Rückert in Tenzonen über Themen wie künstlerische Freiheit und Vernunft, Liebe und Treue. Bekanntestes Beispiel von Streitdichtung im Musikdrama ist der Dichter- und Sängerwettstreit von Sixtus Beckmesser und Walther von Stolzing in Richard Wagners Die Meistersinger von Nürnberg.

## Stilistische Merkmale
Wesentliches stilistisches Merkmal des Streitgedichts ist die Wechselrede: Zwei Kontrahenten vertreten ihren Standpunkt mit jeweils klarem Anspruch auf Wahrheit und tragen ihn im oft gereimten Dialog vor. Bei den Protagonisten kann es sich um real existierende, historische Persönlichkeiten (z. B. Euripides und Aischylos in den Fröschen des Aristophanes), mythologische Gestalten (Ganymed und Helena), biblische Figuren (Johannes der Täufer, Johannes der Evangelist) oder fiktive Charaktere (ein Ritter und ein Priester) handeln. Auch personifizierte Alltagsphänomene (Frühling gegen Winter), personifizierte Wertkonzepte (Tradition gegen Fortschritt, Heidentum gegen Christentum), Tiere (Eule und Nachtigall), Pflanzen (Ölbaum und Lorbeerbaum) oder sogar Nahrungsmittel (im satirischen Streitgedicht von Erbsenbrei und dicken Linsen, Meleagros von Gadara) kommen vor. Ein Richter als dritter Protagonist spielt in einigen Fällen die Rolle einer Entscheidungsinstanz. Vorreden, Schlussreden oder die Einbettung des einzelnen Streitgedichts in einen größeren erzählerischen Zusammenhang sind möglich.

## Mündliche Streitdichtung
Mündliche Streitdichtung existiert wie die schriftliche in beinahe allen Epochen und zahlreichen Kulturen. Bereits die antike Streitdichtung Theokrits fand ihr Vorbild im mündlichen Brauchtum sizilischer Hirten (Bukolik). Stammesehre und der gesellschaftliche Status Einzelner wurde im vorislamischen Arabien im ritualisierten Mufakhara verhandelt. Bayern und Österreich kannten mit dem Ansingen und den Gasslreimen spielerisch-volkstümliche Arten mündlicher Streitdichtung, die hauptsächlich von Liebesthemen handelte. Das sounding in der afroamerikanischen urbanen Alltagskultur ist ein spielerisch-kämpferischer Austausch von gereimten Zweizeilern, in dem meist zwei Männer miteinander wetteifern. Weitgehend aus dem Alltag verschwunden, ist mündliche Streidichtung in der Gegenwart vor allem in den Battles der HipHop-Kultur weltweit präsent.

## Beispiele
- Draxt-i Asurig